# Moulin Rouge

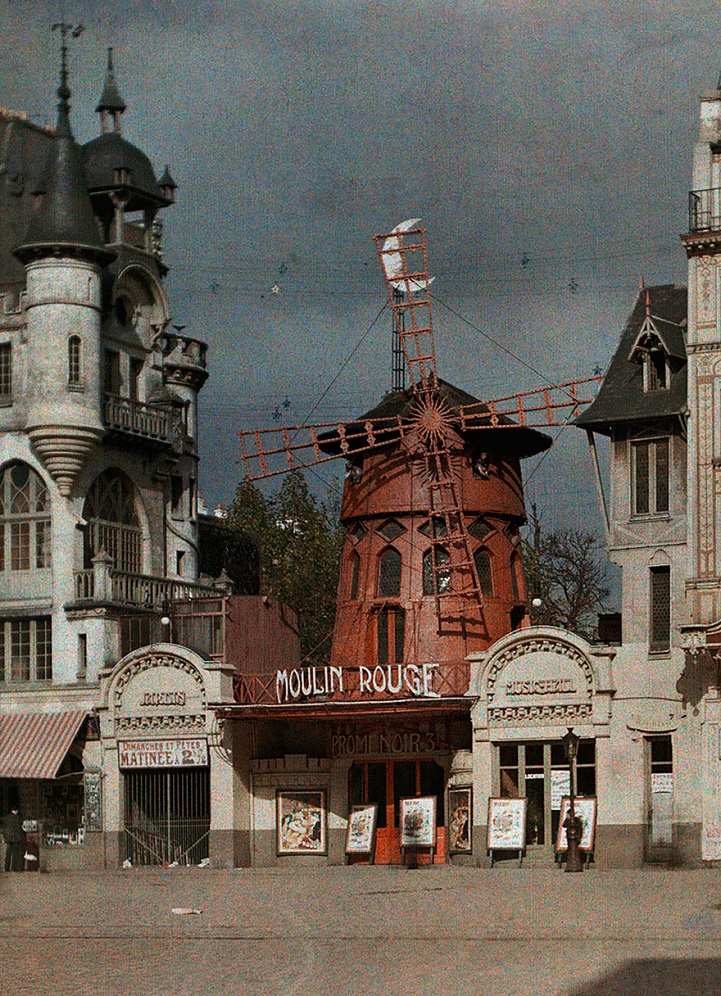
Moulin Rouge (1914)

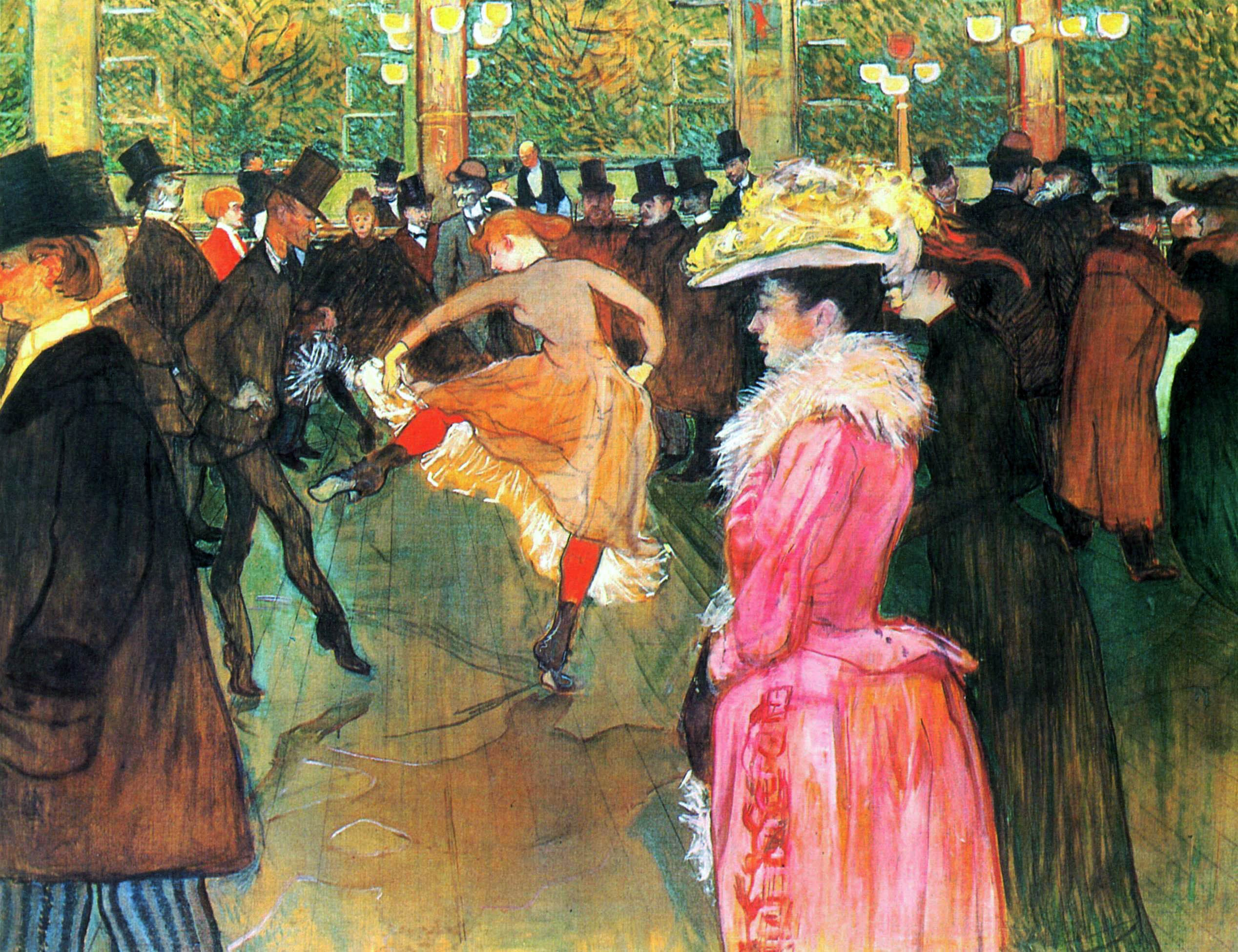
Henri de Toulouse-Lautrec: La danse au Moulin Rouge (1890)

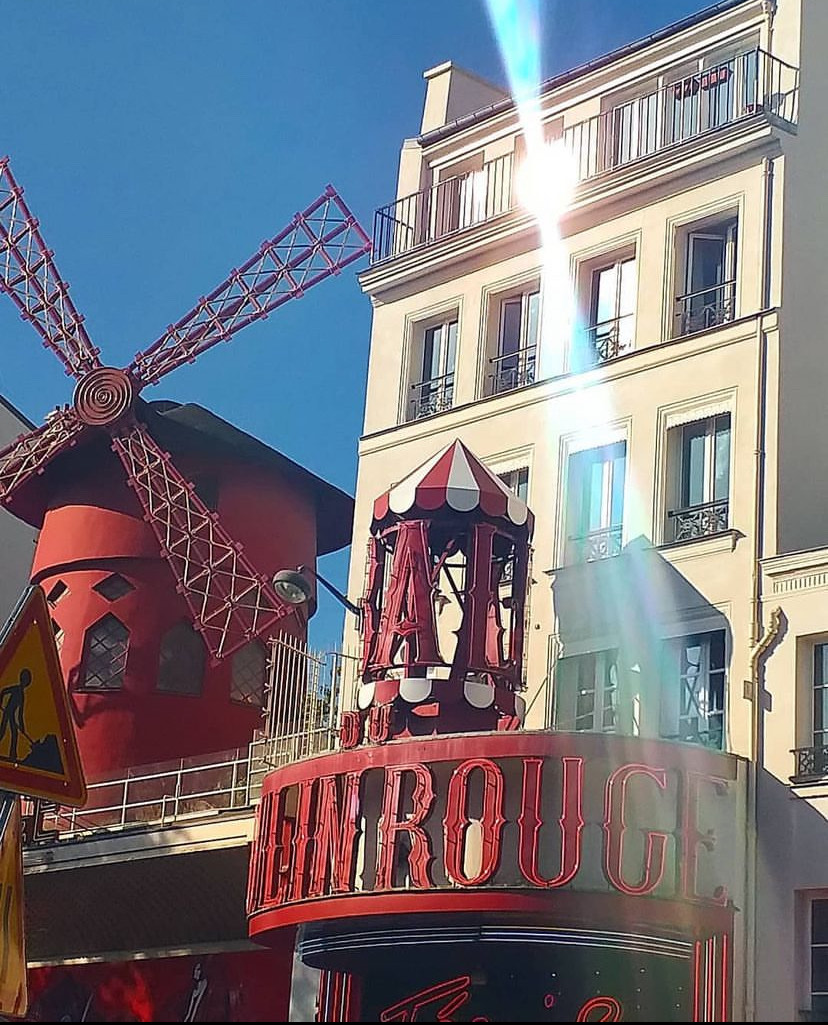
Zdjęcie (2021), przedstawiające Moulin Rouge z odbijającym się w oknie światłem słonecznym.

Moulin Rouge (pol. Czerwony Młyn) – music-hall i kabaret otwarty 6 października 1889 przez Josepha Ollera, właściciela paryskiej Olympii. Położony w dzielnicy czerwonych latarni niedaleko Montmartre w Paryżu, jest znany z wielkiej, czerwonej imitacji młyna na dachu. 
Kabaret od czasu powstania prezentuje przedstawienia taneczne, w których na scenie występują tancerze i tancerki ubrani w kolorowe, wymyślne stroje. Tancerki często prezentują się topless, ozdobione biżuterią lub barwnymi piórami. Na przestrzeni lat Moulin Rouge stało się słynne z wykonywanego tu kankana.
Najbardziej znani wykonawcy z Moulin Rouge to między innymi La Goulue, Yvette Guilbert, Jane Avril, Mistinguett i Le Pétomane.
Wygląd i nazwa tego kabaretu jest często kopiowana przez inne kluby na świecie.

## Moulin Rouge w sztuce
Przedstawienia, które miały miejsce w Moulin Rouge były motywem wielu obrazów Henriego de Toulouse-Lautreca.
Nazwę tego kabaretu wykorzystano w filmach:
- Hallo! Szpicbródka (akcja filmu toczy się w warszawskiej rewii Czerwony Młyn);
- Moulin Rouge! – musicalu z 2001 wyreżyserowanym przez Baza Luhrmanna z Ewanem McGregorem i Nicole Kidman, którego akcja toczy się w Moulin Rouge.